# Фосфодиестарска веза
Фосфодиестарска веза се образује између нуклеотида у полинуклеотидном ланцу ДНК (РНК). Остварује се тако што се трећи С-атом(С3’) пентозе једног нуклеотида веже за пети С-атом(С5’) пентозе наредног нуклеотида у ланцу. Таквим повезивањем на једном крају ланца остаје слободна хидроксилна група везана за С3’ (тај крај се назива 3’ крај), а на другом фосфатна група везана за С5’ атом (то је 5’ крај). Фосфатна група везана је естарском везом за С5' атом пентозе.

## Спољашња везе
- Бионет школа Архивирано на веб-сајту  (6. октобар 2008)